# 埃尔卡瓦科
埃尔卡瓦科，是西班牙卡斯蒂利亚-莱昂萨拉曼卡省的一个市镇。 总面积47平方公里，总人口279人（2001年），人口密度6人/平方公里。